# Träslövsläge
Träslövsläge (även kallat Läjet av fiskebyns invånare) är en ort i Varbergs kommun i Hallands län, från 2015 en del av tätorten Varberg.
Före 2015 var bebyggelsen i centraldelen avgränsad till en tätort och i den norra delen till en separat småort.

## Historia
Fiskeläget finns omnämnt första gången 1558-1559, då som Tøllen, då två fiskelag om totalt sju man fiskade därifrån. Laga skifte hölls 1833.
Fram till dess att Träslövsläge fick en ordentlig hamn, förankrades båtarna ute vid skären Rödskär och Svartskär. De första hamnbyggnationerna gjordes 1876-1880, då en hamnpir byggdes och hamndjup på 5-6 fot etablerades, men denna fyllde bara delvis sitt syfte. En mer betydande hamnbyggnad gjordes 1913-1922. Därefter har hamnen vid flera tillfällen förbättrats och byggts om.

### Befolkningsutveckling
| Befolkningsutvecklingen i Träslövsläge 1960–2010 | Befolkningsutvecklingen i Träslövsläge 1960–2010 | Befolkningsutvecklingen i Träslövsläge 1960–2010 | Befolkningsutvecklingen i Träslövsläge 1960–2010 | Befolkningsutvecklingen i Träslövsläge 1960–2010 |
| ------------------------------------------------ | ------------------------------------------------ | ------------------------------------------------ | ------------------------------------------------ | ------------------------------------------------ |
|                                                  |                                                  |                                                  |                                                  |                                                  |
| År                                               |                                                  |                                                  | Folkmängd                                        | Areal (ha)                                       |
| 1960                                             | 1960                                             |                                                  | 906                                              |                                                  |
| 1965                                             | 1965                                             |                                                  | 1 037                                            |                                                  |
| 1970                                             | 1970                                             |                                                  | 1 126                                            |                                                  |
| 1975                                             | 1975                                             |                                                  | 1 383                                            |                                                  |
| 1980                                             | 1980                                             |                                                  | 1 400                                            |                                                  |
| 1990                                             | 1990                                             |                                                  | 1 437                                            | 103                                              |
| 1995                                             | 1995                                             |                                                  | 1 685                                            | 110                                              |
| 2000                                             | 2000                                             |                                                  | 1 823                                            | 121                                              |
| 2005                                             | 2005                                             |                                                  | 1 985                                            | 134                                              |
| 2010                                             | 2010                                             |                                                  | 2 600                                            | 160                                              |
| Anm.: Sammanvuxen med Varberg 2015               |                                                  |                                                  |                                                  |                                                  |

## Samhället

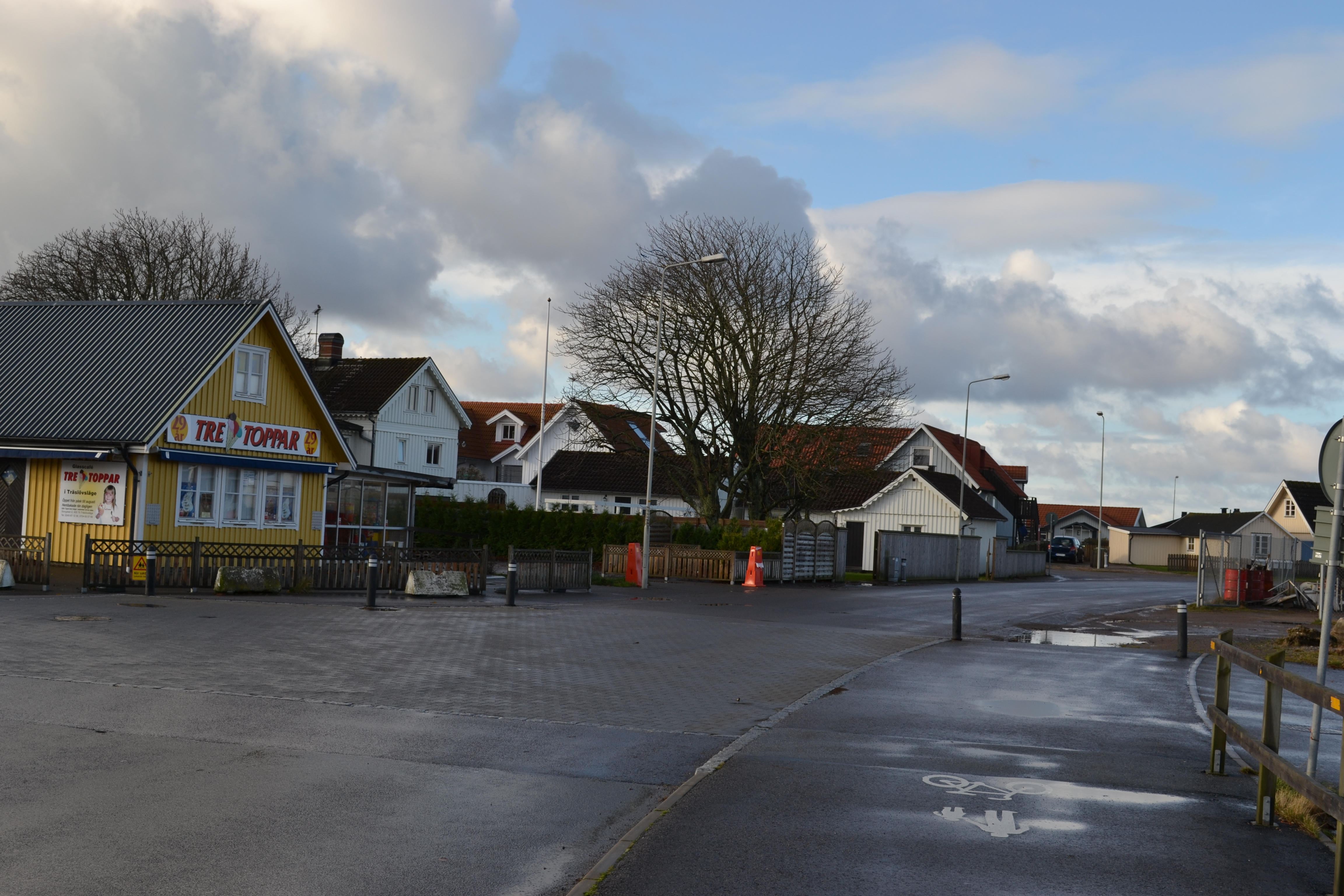
Samhället år 2012 och glasscafét Tre toppar till vänster.

Här finns en gammal fiskeplats, som genom hamnutbyggnader på 1900-talet blivit den största fiskehamnen i Halland. En del av den tidiga bebyggelsen finns kvar längs den smala Storgatan. Träslövsläge har vuxit åt söder och öster.
I Träslövsläge finns Träslövsläge kyrka och en livsmedelsbutik. Vid sidan av fiskehamnen finns en välutrustad småbåtshamn med bensinstation och restaurang. I Träslövsläge finns möjligheter för både kitesurfing och vindsurfing. Namnet Träslövsläge betyder Träslövs fiskeläge.

## Idrott
Här finns idrottsföreningen Träslövsläge IF som startades 1928.